# Aeropuerto Internacional La Joya Andina
El Aeropuerto Internacional La Joya Andina (IATA: UYU, ICAO: SLUY) es un aeropuerto de Bolivia ubicado al noroeste de la ciudad de Uyuni,  al suroeste del país, y está situado en las cercanías del Salar de Uyuni. Fue inaugurado por el presidente boliviano Evo Morales el 11 de julio de 2011 y actualmente operan en él las líneas aéreas Amaszonas, Transporte Aéreo Militar y Boliviana de Aviación, ofreciendo vuelos regulares desde y hacia Sucre, La Paz, Rurrenabaque y Santa Cruz de la Sierra.
El aeropuerto cuenta con una pista asfaltada de 4.000 metros de largo y 45 metros de ancho, lo que lo convierte en el aeropuerto con la segunda mayor pista de Bolivia; cuenta además con dos plataformas y una terminal construida sobre aproximadamente 2.000 metros cuadrados, sistema de iluminación en toda la pista y sistema de comunicaciones en una torre de control.

## Aerolíneas y destinos

### Destinos nacionales
| Ciudades por países | Nombre del aeropuerto                      | Aerolíneas                    |
| ------------------- | ------------------------------------------ | ----------------------------- |
| Bolivia             |                                            |                               |
| Cochabamba          | Aeropuerto Internacional Jorge Wilstermann | Boliviana de Aviación         |
| La Paz              | Aeropuerto Internacional El Alto           | Boliviana de Aviación, Ecojet |

### Destinos internacionales
| Ciudades                      | Nombre del aeropuerto                             | Aerolíneas                                                      |            |            |
| Sudamérica                    | Sudamérica                                        | Sudamérica                                                      | Sudamérica | Sudamérica |
| ----------------------------- | ------------------------------------------------- | --------------------------------------------------------------- | ---------- | ---------- |
| Perú (1 destino, 1 aerolínea) |                                                   |                                                                 |            |            |
| Cusco                         | Aeropuerto Internacional Alejandro Velasco Astete | Boliviana de Aviación (Vía LPB) (Inicia el 30 de julio de 2025) |            |            |

### Aerolíneas que cesaron operación
- Aerosur
  - Cochabamba / Aeropuerto Internacional Jorge Wilstermann
  - La Paz / Aeropuerto Internacional El Alto

- Amaszonas
  -  Iquique / Aeropuerto Diego Aracena
- Panagra